# المركز الدولي للمياه

شعار المركز الدولي للمياه

المركز الدولي للمياه (بالإنجليزية: International Water Centre)‏ هي منظمة أسترالية تأسست عام 2005 تعمل في مجال البحوث والتعليم والخدمات وخبيرة في الإدارة المتكاملة للمياه.